# 1911-es magyar teniszbajnokság
Az 1911-es magyar teniszbajnokság a tizennyolcadik magyar bajnokság volt. A bajnokságot május 17. és 24. között rendezték meg Budapesten, a BLTC margitszigeti pályáján.

## Eredmények
| Versenyszám  | Arany                               | Arany | Ezüst                                          | Ezüst | Bronz | Bronz |
| ------------ | ----------------------------------- | ----- | ---------------------------------------------- | ----- | ----- | ----- |
| Férfi egyéni | Zsigmondy Jenő BLTC                 |       | Segner Pál BLTC                                |       |       |       |
| Női egyéni   | Cséry Sarolta BLTC                  |       | Méray-Horváth Zsófia MAC                       |       |       |       |
| Férfi páros  | Segner Pál, Zsigmondy Jenő BLTC     |       | gróf Csáky István, báró Haupt-Stummer Leó BLTC |       |       |       |
| Női páros    | Cséry Sarolta, Mészáros Eszter BLTC |       | Balás Blanka, Mihályffy Ödönné BLTC            |       |       |       |
| Vegyes páros | Zsigmondy Jenő, Cséry Sarolta BLTC  |       | Schmid Ödön, Méray-Horváth Zsófia MAC          |       |       |       |